# Snakewoman
(Jess Franco)
Snakewoman è un film del 2005 diretto da Jesús Franco (come Jess Franco).
Film girato a Malaga in video digitale, facendo largo ricorso all'elaborazione elettronica dell'immagine.

## Trama
Carla, l'agente dell'editore Tony Garko, va in cerca degli eredi dell'attrice Oriana Balasz per acquistare i diritti di pubblicazione dei suoi film inediti, girati all'epoca del cinema muto, e di tutto il materiale necessario per ricostruirne la biografia.
La figura di questa attrice cult, e la sua scandalosa biografia, sono infatti ancora avvolti in un velo di mistero.
A casa Balasz, Carla è accolta con ospitalità da Andros Balasz, un giovane uomo di colore, e dalla figliastra Oriana, nipote dell'attrice e in tutto e per tutto identica alla nonna. Carla prova subito simpatia e attrazione per la giovane Oriana - sul cui corpo sono tatuati due serpenti - che in una dimensione al confine tra sogno e realtà, le si manifesta in veste di vampira e la seduce.
Poco distante, il frate Nostradamus si prende cura di Alpha, una pazza che vive nel ricordo e nella venerazione di Oriana, dalla quale è stata un giorno a sua volta sedotta. I farmaci e le sedute del frate-psichiatra non sortiscono alcun effetto: Alpha si rifiuta di raccontare la sua storia, si ribella e infine fugge diretta verso il mare, dove potrà raggiungere la sua "signora" e "regina". Quanto a Nostradamus, viene alla fine raggiunto e ucciso dalla vampira.
Nel frattempo la giovane Oriana, sia pure con rammarico, decide di rifiutare le offerte di Carla: il culto della nonna appartiene solo a lei e alla sua famiglia e nessuno potrà comprare il suo passato.
Carla parte, sconvolta dall'incontro con la donna-serpente-vampira. La dottoressa Van Helsing le prescrive un breve periodo di riposo forzato in una bella villa, solitaria e silenziosa. Qui Carla riceve la telefonata di Tony, che le chiede di recarsi subito in ufficio annunciandole grandi novità. L'editore è infatti riuscito a procurarsi l'ultimo film, mai compiuto, della grande attrice: la pellicola è estremamente rovinata ma non per questo la visione sarà meno sconvolgente.
Dopo una lunga scena lesbica, il vecchio film in bianco e nero continua con una vampiresca fellatio, durante la quale Tony e la dottoressa si allontanano con un pretesto, lasciando Carla sola con le immagini. Negli ultimi fotogrammi Oriana si gira verso la camera e chiama Carla. Il diaframma fra il cinema e la vita si rompe e le due innamorate finalmente si abbracciano dichiarandosi il loro amore.

## Produzione
Snakewoman è un remake di Vampyros Lesbos (1970), il film più famoso del regista madrileno, che a sua volta costituiva una libera rivisitazione del Dracula di Bram Stoker.
Oriana/Snakewoman corrisponde alla Contessa Nadine Korody, Carla a Linda, Alpha ad Agra, Nostradamus al Dr. Seward, il vampirologo, mentre la Dottoressa Van Helsing (nome tratto dal romanzo di Stoker) riprende la figura dello psicanalista, il Dr. Steiner.
Le differenze sono altrettanto significative e consentono di sbalzare con più forza le figure di contorno.
Il vampirologo diventa un anziano frate, al quale il regista ha assegnato niente meno che il nome di Nostradamus, che si prende cura delle sue pazienti alternando iniezioni di calmanti a bizzarre giaculatorie in un surreale cocktail linguistico di italiano e latino, fino a rivolgere in punto di morte (con la voce del regista) alla vampira un non meno straniante Morituri te salutant.
Ancora più interessante è la totale sovrapposizione tra la figura dell'attrice cult e della nipote, che diventano di fatto un unico personaggio in una dimensione senza tempo. Altrettanto inedito è il legame tra vampirismo e cinefilia. La descrizione dell'attrice, i suoi film stravaganti, dall'erotismo violento, perverso e stralunato, incompiuti o dimenticati, sembrano quasi un autoritratto del regista spagnolo, del suo rapporto con il mercato editoriale e i fan.
L'ultima scena del film ci riserva la sorpresa del lieto fine. Per la prima volta, nella cinematografia di Franco, una storia di vampiri è conclusa felicemente. La storia è sigillata da immagini di uccelli in volo. Il leitmotiv degli uccelli (cui Franco è ricorso spesso, come ad esempio in Les cauchemars naissent la nuit e La esclava blanca) incornicia e costella tutto il film, accrescendone il tono lirico.
D'altronde Snakewoman ha l'impianto di un film musicale. Il tempo della narrazione è quello irreale della musica, che contribuisce in misura decisiva a creare il clima onirico toccando il suo picco espressivo nella scena della fuga di Alpha in un campo di girasoli. Il confine tra sogno e realtà è comunque quanto mai impreciso e, per ironia, la scena più realistica del film, nell'ufficio della casa editrice, è l'unica che risulta essere in modo inequivocabile un sogno di Carla.
Nello stile più tipico di Jess Franco, il film combina insieme, intrecciandoli, registri quanto mai disparati: il lirico e il grottesco, l'erotico e il surrealista, la realtà più spicciola e la fantasia più sfrenata.
L'eleganza degli interni conferisce un tocco di antichità alla vicenda, inserendo il mondo moderno e giovanile nel ricordo dei tempi lontani cari al regista, proprio come la protagonista interpreta nello stesso momento il ruolo della nonna e della nipote.
Persino le scene di nudo, estremamente esplicite, contengono richiami a modelli iconografici ottocenteschi. Il corpo abbandonato di Carla/Fata Morgana, sdraiata sul letto, su lenzuola appena ingiallite, sembra richiamare certi quadri di Gustave Courbet.

### Cast
Film a bassissimo costo, Snakewoman è stato girato con un cast di giovani attori integrato dalla presenza di Lina Romay, impegnata in un ruolo-cameo, e di Antonio Mayans, l'attore che soprattutto negli anni ottanta era stata protagonista di tanti film di Franco e che in questa occasione è tornato a lavorare con l'amico regista dopo più di dieci anni, interpretando il ruolo di Nostradamus.
La coppia delle protagoniste è formata da Fata Morgana (Carla) e Carmen Montes (Oriana/Snakewoman), entrambe realmente omosessuali. L'abbinamento tra personaggi e interpreti è altrettanto felice nel caso di Christie Levin, nel tragico ruolo di Alpha.

## Edizioni in DVD
Snakewoman è stato pubblicato in DVD negli USA da Sub Rosa Studios, nel 2006. L'edizione include come bonus un altro recente film di Franco: Dr. Wong's Virtual Hell.